# Lee Yong
Lee Yong (en coreano: 이용; Seúl, 24 de diciembre de 1986) es un futbolista surcoreano que juega en la demarcación de defensa para el Suwon F. C. de la K League 1.

## Biografía
En 2010, y tras jugar en el equipo de la Universidad Chung-Ang, debutó como futbolista profesional con el Ulsan Hyundai FC en la quinta jornada de la K League contra el Incheon United. Un año después, en 2011, ganó con el club la Copa de la Liga de Corea. Además ganó también la Liga de Campeones de la AFC 2012. Su primer gol como futbolista fue contra el Sanfrecce Hiroshima en la Copa Mundial de Clubes de la FIFA 2012.

## Selección nacional
Debutó con la selección de fútbol de Corea del Sur el 24 de julio de 2013 en el Campeonato de Fútbol del Este de Asia 2013. Tras varios amistosos jugados, el seleccionador Hong Myung-bo contó con él para disputar la Copa Mundial de Fútbol de 2014.

## Clubes
| Club                         | País          | Año       | Partidos | Goles |
| ---------------------------- | ------------- | --------- | -------- | ----- |
| Ulsan Hyundai F. C.          | Corea del Sur | 2010-2014 | 158      | 2     |
| Sangju Sangmu F. C. (cedido) | Corea del Sur | 2015-2016 | 23       | 2     |
| Ulsan Hyundai F. C.          | Corea del Sur | 2016      | 1        | 0     |
| Jeonbuk Hyundai Motors F. C. | Corea del Sur | 2017-2022 | 140      | 0     |
| Suwon F. C.                  | Corea del Sur | 2022-     | 76       | 2     |

## Palmarés

### Campeonatos nacionales
| Título                   | Club                         | País          | Año  |
| ------------------------ | ---------------------------- | ------------- | ---- |
| Copa de la Liga de Corea | Ulsan Hyundai F. C.          | Corea del Sur | 2011 |
| K League 1               | Jeonbuk Hyundai Motors F. C. | Corea del Sur | 2017 |
| K League 1               | Jeonbuk Hyundai Motors F. C. | Corea del Sur | 2018 |
| K League 1               | Jeonbuk Hyundai Motors F. C. | Corea del Sur | 2019 |
| K League 1               | Jeonbuk Hyundai Motors F. C. | Corea del Sur | 2020 |
| Korean FA Cup            | Jeonbuk Hyundai Motors F. C. | Corea del Sur | 2020 |
| K League 1               | Jeonbuk Hyundai Motors F. C. | Corea del Sur | 2021 |

### Campeonatos continentales
| Título                      | Club                | País          | Año  |
| --------------------------- | ------------------- | ------------- | ---- |
| Liga de Campeones de la AFC | Ulsan Hyundai F. C. | Corea del Sur | 2012 |